# هارون هاشم رشيد
هارون هاشم رشيد (1927 - 27 يوليو / تموز 2020)، شاعر فلسطيني من مواليد حارة الزيتون بمدينة غزة، وهو من شعراء الخمسينات ممن أطلق عليهم شعراء النكبة أو شعراء العودة. يمتاز شعره بروح التمرد والثورة ويعد من أكثر الشعراء الفلسطينيين استعمالاً لمفردات العودة حتى أطلق عليه الشاعر الفلسطيني عز الدين المناصرة لقب (شاعر القرار 194) [قرار الأمم المتحدة حول حق العودة]. وهو شقيق الشاعر والإعلامي الفلسطيني علي هاشم رشيد.
أصدر عشرين ديواناً شعرياً، وشغل منصب مندوب فلسطين المناوب بجامعة الدول العربية. وهو حاصل على وسام القدس للثقافة والفنون والآداب من الرئيس الفلسطيني عام 2016، واختير كشخصية العام الثقافية من قبل وزارة الثقافة الفلسطينية عام 2014، وحائز على وسام القدس للعام 1990.

## حياته
درس هارون هاشم رشيد في مدارس غزة فأنهى دراسته الثانوية في العام 1947، وحصل على شهادة المعلمين العليا. وعمل بعد حصوله على الدبلوم العالي لتدريب المعلّمين من كليّة غزة في سلك التعليم حتى عام 1954. انتقل للعمل في المجال الإعلامي فتولّى رئاسة مكتب إذاعة «صوت العرب» المصرية في غزة عام 1954 لعدة سنوات، وعندما أُنشئت منظمة التحرير الفلسطينية كان مشرفاً على إعلامها في قطاع غزة من عام 1965 إلى 1967.
بعد سقوط غزة في أيدي الإسرائيليين عام 1967 ضايقته قوات الاحتلال وأجبرته في النهاية على الرحيل من قطاع غزة. فانتقل إلى القاهرة وعُيّن رئيساً لمكتب منظمة التحرير فيها، ثم عمل لثلاثين عاماً مندوباً دائماً لفلسطين في اللجنة الدائمة للإعلام العربي واللجنة الدائمة للشؤون المالية والإدارية بالجامعة العربية. إضافة إلى ذلك واصل عمله الإبداعي في الكتابة والصحافة والتأليف والشعر.
عاصر الشاعر هارون هاشم رشيد الاحتلال ومعاناة الغربة وشاهد بأم عينيه جنود الجيش البريطاني قبل الإسرائيلي يهدمون المنازل ويقتلون العُزّل والأطفال والنساء والشيوخ حتى أصبحت تلك المشاهد هي الصورة اليومية لحياة المواطن الفلسطيني. من رحم هذه المحن وتلك العذابات أطلق هارون هاشم رشيد عهده في النضال حتى آخر بيت شعر، فتغنى بالشهداء وافتخر بالمعتقلين الشرفاء، ووقف مع المقاتلين من أجل استرجاع الحقوق الفلسطينية من قبضة الاحتلال.
يعبّر شعره عن مأساة الفلسطينيين الذين اقتلعوا من أرضهم وبيوتهم زديارهم، ويصف عذابهم ومشاعر الفقدان والاغتراب العميقة التي عايشوها عبر السنين. أطلقت عليه ألقاب مختلفة مستوحاة من مراحل عذابات شعبه، فهو «شاعر النكبة»، و«شاعر العودة»، ز«شاعر الثورة» وهو لقبٌ أطلقه عليه الشهيد خليل الوزير عام 1967 بعد قصيدته «الأرض والدم»، وأطلق عليه الشاعر الفلسطيني عز الدين المناصرة لقب (شاعر القرار 194) قرار حق العودة.
أصدر قرابة عشرين ديواناً شعريّاً منها «الغرباء» 1954، و«عودة الغرباء» 1956، «غزة في خط النار»، «حتى يعود شعبنا» 1965، «سفينة الغضب» 1968، «رحلة العاصفة» 1969، «فدائيون» 1970، «مفكرة عاشق» 1980، «يوميات الصمود والحزن» 1983، «ثورة الحجارة» 1991، «طيور الجنة» 1998، وغيرها.
قَدّمَ ما يقارب تسعين من قصائده الشعرية أعلام في الغناء العربي، وفي مقدمة من شدوا بأشعاره فيروز، وفايدة كامل، ومحمد فوزي، وكارم محمود، ومحمد قنديل، ومحمد عبده، وطلال مداح، وآخرون.
كتب أيضاً أربع مسرحياتٍ شعريةٍ، مُثِل منها علي المسرح في القاهرة مسرحية «السؤال» من بطولة كرم مطاوع وسهير المرشدي. وبعد حرب العبور 1973 كتب مسرحية «سقوط بارليف» وقٌدمت على المسرح القومي بالقاهرة عام 1974، ومسرحية «عصافير الشوك»، إضافة إلى العديد من المسلسلات والسباعيات التي كتبها لإذاعة «صوت العرب» المصرية وعدد من الإذاعات العربية.

## الدراسات
قدم العديد من الدراسات منها:
- الشعر المقاتل في الأرض المحتلة (المكتبة العصرية، صيدا، 1970م).
- مدينة وشاعر: حيفا والبحيري (مطابع دار الحياة، دمشق، 1975م).
- الكلمة المقاتلة في فلسطين (الهيئة المصرية العامة للكتاب، القاهرة، 1973م).

## الجوائز
نال هارون هاشم رشيد عدة جوائزَ تقديريةٍ منها:
- الجائزة الأولى للمسرح الشعري من الألكسو 1977.
- الجائزة الأولى للقصيدة العربية من إذاعة لندن 1988.
- وسام القدس عام 1990.

## من أعماله
- مع الغرباء -الديوان الأول (القاهرة، 1954م)- وقد اختار منها الأخوان رحباني عندما زارا القاهرة بدعوةٍ من إذاعة صوت العرب عام 1955 قصيدة جميلة هي حوارية بين فتاة فلسطينية من اللاجئين اسمها ليلى وبين والدها بالإضافة لقصيدتي سنرجع يوماً، وجسر العودة للتلحين وغنتهن فيروز وسجلن في القاهرة ضمن باقةٍ من ثمانيةٍ وأربعين عملاً أنتجوا في تلك الرحلة.
- عودة الغرباء (بيروت، 1956م).
- غزة في خط النار (بيروت، 1957م).
- أرض الثورات -ملحمة شعرية- (بيروت، 1958م).
- حتى يعود شعبنا (بيروت، 1965م).
- سفينة الغضب (الكويت، 1968م).
- رسالتان (القاهرة، 1969م).
- رحلة العاصفة (القاهرة، 1969م).
- فدائيون (عمّان، 1970م).
- مزامير الأرض والدم (بيروت، 1970م).
- السؤال -مسرحية شعرية- (القاهرة، 1971م).
- الرجوع (بيروت، 1977م).
- مفكرة عاشق (تونس، 1980م).
- المجموعة الشعرية الكاملة (بيروت، 1981م).
- يوميات الصمود والحزن (تونس، 1983م).
- النقش في الظلام (عمان، 1984م).
- المزّة (غزة، 1988م).
- عصافير الشوك -مسرحية شعرية- (القاهرة، 1990م).
- ثورة الحجارة (تونس، 1991م).
- طيور الجنة (عمان، 1998م).
- وردة على جبين القدس (القاهرة، 1998م).

جذور أعماله الروائية:
- سنوات العذاب (القاهرة، 1970م).

## سمات شعره ونموذج منه
يكتب هارون هاشم رشيد الشعر الموزون المقفّى، وجُلُّ شعره على شاكلة البيت التقليدي ذي الشطرين، ويمتاز شعره بروح التمرد والثورة ويعد من أكثر الشعراء الفلسطينيين استعمالاً لمفردات العودة، وشعره عفوي، مباشر، ولغته سهلةٌ، قريبة المتناوَلِ، مفهومة، يسيرةٌ غير معقدة. يقول في قصيدته سنرجع يوماً من ديوانه «مع الغرباء» (1954):